# جاناتان هنزلی
جاناتان هنزلی (انگلیسی: Jonathan Hensleigh؛ زادهٔ فوریهٔ ۱۹۵۹ میلادی) کارگردان فیلم و فیلم‌نامه‌نویس اهل ایالات متحده آمریکا است.

## فیلم‌شناسی
- معجزه باد (۱۹۹۳) - فیلمنامه‌نویس
- جان‌سخت ۳ (۱۹۹۵) - فیلمنامه‌نویس
- جومانجی (۱۹۹۵) - فیلمنامه‌نویس
- قدیس (۱۹۹۷) - فیلمنامه‌نویس
- آرماگدون (۱۹۹۸) - فیلمنامه‌نویس
- مجازاتگر (۲۰۰۴) - فیلمنامه‌نویس و کارگردان
- آینده (۲۰۰۷) - فیلمنامه‌نویس
- به جنگل خوش‌آمدید (۲۰۰۷) - فیلمنامه‌نویس و کارگردان
- کشتن مرد ایرلندی (۲۰۱۱) - فیلمنامه‌نویس و کارگردان
- جاده یخی (۲۰۲۱) - فیلمنامه‌نویس و کارگردان
- جاده یخی ۲ (۲۰۲۵) - فیلمنامه‌نویس و کارگردان